# Одда (эрл)
Одда (англ. Odda) был англосаксонским дворянином, действовавшим в период с 1013 года. Он стал ведущим магнатом в 1051 году, после изгнания Годвина Уэссекского, и его сыновей с конфискацией их имущества и титулов. Король Эдуард Исповедник назначил Одду эрлом части вакантной территории. Позже эрл Годвин был восстановлен в королевской милости, и его земли были возвращены, в то время как Одда получил новую должность в Восточном Мидленде в качестве компенсации. Одда стал монахом в конце жизни. Он был похоронен в аббатстве Першор.

## Предыстория

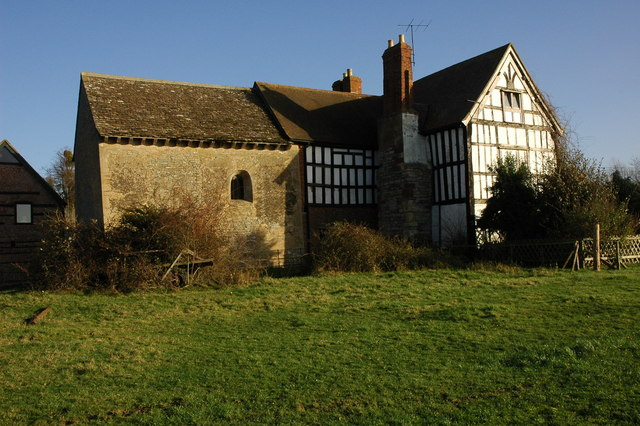
Часовня Одды в Дирхерсте

Одда, возможно, впервые появляется в летописи в качестве свидетеля хартии в 1013 или 1014 году, в конце правления короля Этельреда II, из чего следует, что он родился не позднее 993 года. Его брат Эльфрик, память о котором увековечена в часовне в Дирхерсте, умер 22 декабря 1053 года. Их сестра по имени Эльдгита появляется в Книге Страшного суда. Возможно, она пережила своих братьев и, возможно, всё ещё жила после нормандского завоевания.
Вильям Мальмсберийский описывает Одду как родственника короля Эдуарда Исповедника. Труды антиквара XVI века Джона Лиланда содержат летопись, возможно, из аббатства Першор, в которой имя отца Одды указано как Elfer, то есть Эльфхер. Исходя из хронологических соображений, маловероятно, что это Эльфхер, эрл Мерсии, умерший в 983 году, хотя першорский летописец, возможно, полагал, что это был один и тот же человек. Вильям предполагает, что Одда был потомком, возможно внуком, одного из братьев и сестер летописца эрла Этельварда и Эльфгифу, жены двоюродного деда Эдуарда, короля Эдвига.

## Жизнь

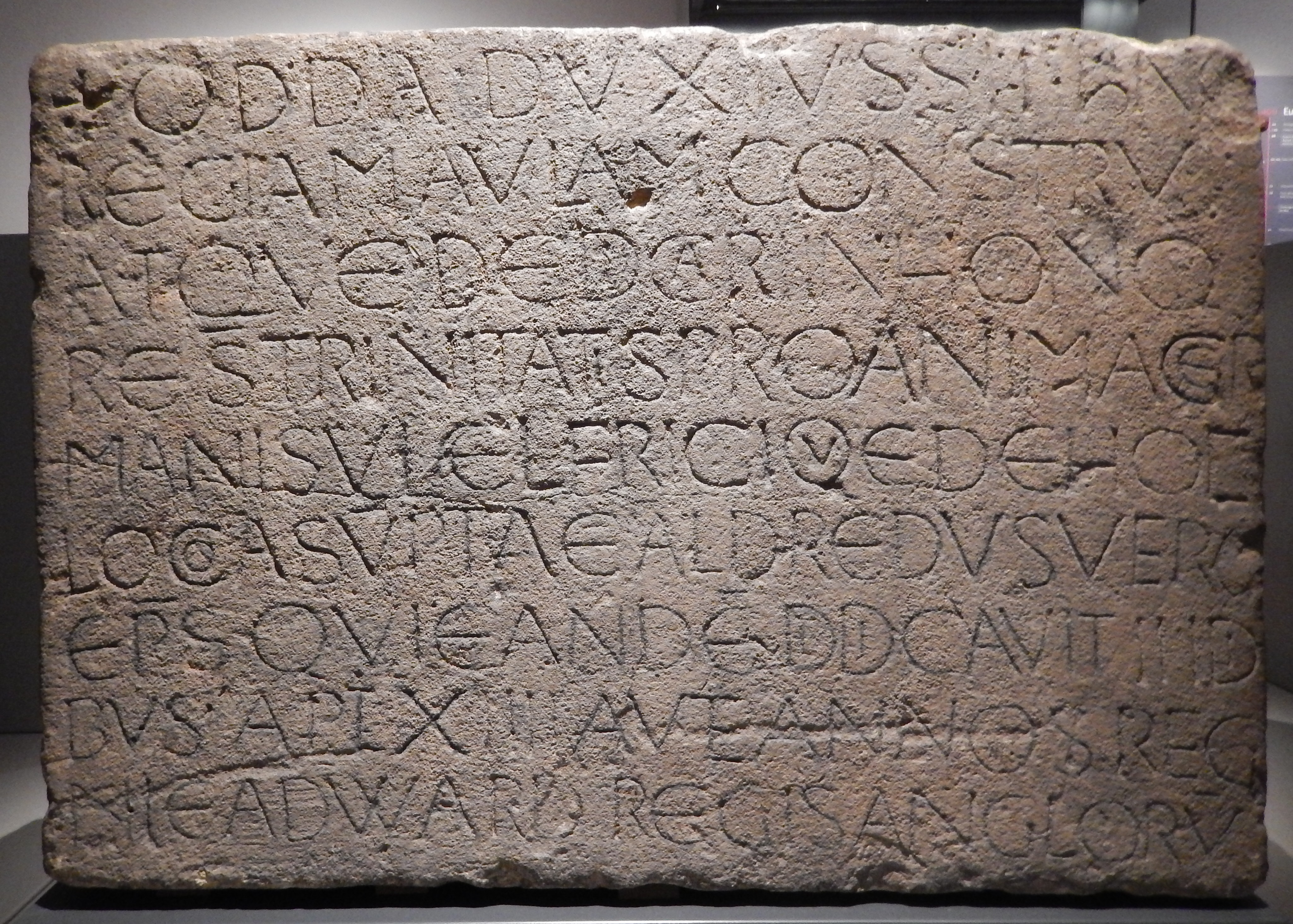
Дарственная надпись на часовне Одды, Дирхерст, в музее Эшмола, Оксфорд

Хотя Одда, по-видимому, был свидетелем подписания хартий во времена правления Этельреда II, Кнуда, Гарольда I и Хардекнуда, только в правление Эдуарда Исповедника он стал ведущей фигурой в стране. Книга Страшного суда свидетельствует о том, что во время правления Эдуарда Одда владел по меньшей мере 167 гайдами, что ставило его в один ряд с магнатами и крупными землевладельцами Англии. Ему принадлежала половина, примерно 60 гайд, поместья Дирхерст, расположенного в основном в Глостершире, и более мелкие поместья в Девоне, Херефордшире, Уорикшире и Вустершире.
Одда был одним из главных выгодоприобретателей спора между королем Эдуардом и эрлом Годвином, который привел к изгнанию Годвина в 1051 году. Он был назначен графом Сомерсета, Дорсета, Девона и Корнуолла. Ральф и Эльфгар были другими выгодоприобретателями от падения Годвина и его сыновей.
Эрлы Одда и Ральф командовали войсками, собранными в 1052 году для патрулирования против любых попыток изгнанников вернуться. Флот и армия под предводительством Одды и Ральфа отразили вторжение Годвина на Суссекс, но в конце концов король был вынужден отменить изгнание и вернуть земли и графства Годвину и его сыновьям. Таким образом, Одда был лишен своего графства на западе в течение нескольких месяцев после его получения, но он остался эрлом и получил компенсацию землями в Вустершире и, возможно, Глостершире.
Одда был ответственен за строительство часовни в Дирхерсте как места, где мессы следили за упокоем души его брата Эльфрика, который умер в 1053 году и был похоронен в аббатстве Першор. Сам Одда умер в Дирхерсте 31 августа 1056 года, будучи рукоположён в монахи епископом Элдредом, возможно, приняв монашеское имя Этельвайн. Он тоже был похоронен в Першоре.
Хронист Иоанн Вустерский описал Одду как любителя церквей, бедных, защитника вдов и сирот, помощника угнетенных, хранителя целомудрия.